# Jaromír Novlud
Jaromír Novlud ist ein ehemaliger tschechoslowakischer Skispringer.

## Werdegang
Novlud gab sein internationales Debüt bei der Vierschanzentournee 1957/58. Sein bestes Ergebnis erreichte er in Innsbruck. Von der Bergiselschanze sprang er auf den 27. Platz. In der Gesamtwertung belegte er den 37. Platz und erreichte damit sein bestes Gesamtergebnis bereits bei seiner ersten Tournee. Nachdem er in der Folge zwei Jahre pausierte, startete er bei der Vierschanzentournee 1960/61 bei drei der vier Springen. Dabei erreichte er beim Auftaktspringen in Oberstdorf mit Platz 17 das beste Einzelresultat seiner Karriere. Da er in Garmisch-Partenkirchen nicht an den Start ging, belegte er am Ende der Tournee nur Rang 52 der Gesamtwertung. Bei der folgenden Vierschanzentournee 1961/62 startete Novlud noch einmal in beiden österreichischen Springen, verpasste aber einen Erfolg deutlich.
Bei der Nordischen Skiweltmeisterschaft 1962 in Zakopane startete Novlud von der Großschanze. Dabei sprang er auf 80 und 84,5 Meter und erreichte gemeinsam mit seinem Landsmann Zbyněk Hubač den 53. Platz.

## Erfolge

### Vierschanzentournee-Platzierungen
| Saison  | Platz | Punkte |
| ------- | ----- | ------ |
| 1957/58 | 37.   | 696,8  |
| 1960/61 | 52.   | 557,8  |
| 1961/62 | 76.   | 351,9  |